# Điền Văn Kính
Điền Văn Kính (giản thể: 田文镜; phồn thể: 田文鏡; bính âm: Tián Wénjìng, 1662 - 1732), tự Ngưỡng Quang (仰光) là một đại thần dưới thời vua Khang Hy và Ung Chính của nhà Thanh trong lịch sử Trung Quốc. Ông vốn là một Giám sinh thuộc Hán quân Chính Lam kỳ, đến năm 1727 nhờ công lao mà được đưa vào Chính Hoàng kỳ.

## Cuộc đời

### Những năm đầu làm quan
Năm Khang Hi thứ 22 (1683), Điền Văn Kính lấy thân phận Giám sinh nhậm chức Huyện thừa của huyện Trường Nhạc, Phúc Kiến. Đến năm 1692 thì chuyển đến làm Huyện thừa tại huyện Hương Ninh, Sơn Tây. Năm thứ 44 (1705), ông được thăng lên làm Tri châu Dịch Châu của Trực Lệ, năm sau lại chuyển đến Lại bộ nhậm chức Viên ngoại lang. Suốt hơn hai mươi năm, Điền Văn Kính đã trải qua nhiều vị trí quan địa phương, tích lũy được kinh nghiệm phong phú, cũng đã qua tuổi 45, bước vào tuổi trung niên.
Năm thứ 48 (1709), Điền Văn Kính được bổ nhiệm làm Hình bộ Lang trung. Ba năm sau (1712) thì nhậm chức Giám sát Ngự sử. Đến những năm cuối Khang Hi, Điền Văn Kính đã được đề bạt lên Nội các Thị độc Học sĩ.
Khi Ung Chính lên ngôi, Điền Văn Kính lần lượt được bổ nhiệm làm Tổng đốc Hà Nam, Sơn Đông và Binh bộ Thượng thư. Ung Chính rất coi trọng Điền Văn Kính, ca ngợi ông là vị quan thanh liêm chính trực, một lòng vì triều đình.
Năm 1730, Điền Văn Kính xin từ quan vì sức khỏe kém. Sau khi mất ông được táng trong Tây Thanh Mộ, nơi chỉ dùng an táng hoàng thân quốc thích và các trọng thần trong triều.